# Casa de Caterina Albert
La casa Solitud, llegada a la família Albert, té un jardí modernista amb una caseta de jardiner conegut com el Clos del Pastor, en referència a la novel·la. La caseta havia estat museitzada per el mestre compositor Lluís Albert, nebot de la Caterina Albert. És un recinte del municipi de l'Escala protegit com a Bé Cultural d'Interès Local, o BCIL.

## Descripció
Situat dins del nucli antic de la població de l'Escala, a l'extrem nord-est de l'entramat urbà, amb la façana principal orientada al mar i al passeig Lluís Albert.

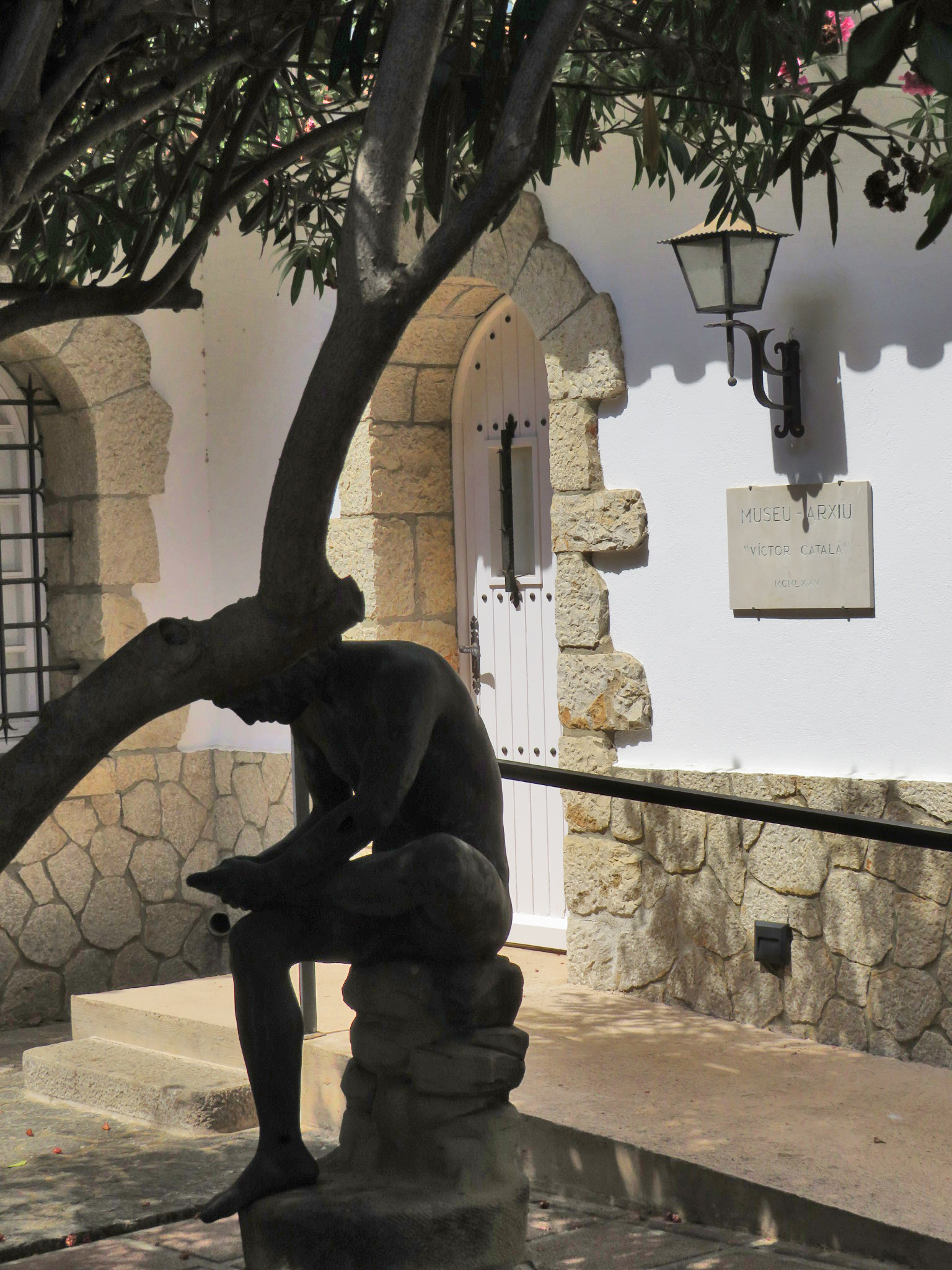
Museu Arxiu Víctor Català

Es tracta d'una finca de planta rectangular, formada per un jardí i un petit pavelló que alberga el Museu - Arxiu "Víctor Català". El jardí presenta una part del paviment enrajolat i una altra amb pedra. Al centre hi ha una font, encastada al mur oest del recinte, amb la llegenda LAURUS VICTOR CATALA. És de marbre, amb la pica de peu i el brollador decorats, i amb una placa inscrita amb versos de l'escriptora Víctor Català, a qui fou cedida la finca a finals dels anys 60. Al davant hi ha un estany de planta lobulada i als costats, emmarcant el sector, dos bancs correguts. L'estany i els bancs foren bastits amb trencadís. A la part nord del recinte hi ha l'edifici del museu, construït a principis dels 70. Està format per dos cossos adossats en forma de L, amb teulada a un sol vessant força camuflada respecte al passeig, gràcies al coronament sinuós de la façana del recinte. Aquesta tanca està bastida amb pedra, amb el coronament sinuós de ceràmica, i presenta una placa a la façana amb les inicials de la propietària i la data de construcció: AB/CLOS DEL PASTOR/MXCXV. Tant el sòcol com les obertures de la façana principal de l'edifici estan bastides amb carreus de pedra. Les finestres de la façana nord són ovals emmarcats amb pedra. A l'interior, el sostre és embigat.
A la part sud del recinte hi ha un bust de l'escriptora a l'interior d'una fornícula, situat al mig d'una escalinata que dona, en direcció est a una torre amb coberta a quatre vessants de teula vidrada verda, i en direcció oest, a la casa actual del propietari, anomenada Solitud i situada a la finca contínua. Ambdues parts conformen la mateixa finca, però estan separades per una tanca. La zona residencial és privada i està formada per la casa, amb façana al carrer Codolar i un jardí davanter. De dues plantes, presenta el nom inscrit a la part superior de la façana principal, orientada al jardí. L'edifici fou reformat en afegir-li un cos davant la façana original. De l'interior destaca el paviment hidràulic de mosaic i dos capitells de pedra adossats als murs.

## Història
La finca coneguda amb el nom de Clos del Pastor, també anomenada Casa de Víctor Català, va ser condicionada, amb la tanca exterior i tot, l'any 1915. Fou dedicada i llegada a l'escriptora Caterina Albert per la seva admiradora Antònia Bartomeu i Baró, tal como ho testimonia una placa commemorativa inaugurada el 1969.
Està situada en un passeig que s'amplià entorn de 1921 (el tram anomenat de les Roques) i famílies benestants, algunes d'escalencs enriquits que tornaven d'Amèrica, varen edificar grans cases que recordaven l'estil colonial, com la que amb el temps seria el cafè de can Bofill.
L'edifici on es troba el Museu - Arxiu Víctor Català fou edificat l'any 1975 pel nebot de l'escriptora Lluís Albert i Rivas, fundador de l'entitat i resident a la casa conjunta, construïda a principis del segle xx.
Actualment, dins els jardins s'hi celebren actes culturals, oberts al públic.